# Kutéma Lulindi
En lunda, kutéma lulindi signifie « inocculer la protection ».
Le kutéma lulindi est une technique de vaccination[réf. nécessaire] mise au point au XVIIIe siècle par les médecins de l'ethnie Nyamwezi en Tanzanie. Cette technique s'est néanmoins aussi diffusée au Katanga au Congo-Kinshasa et en Zambie, chez les Lundas.